# Медернах (комуна)
Медернах (люксемб. Miedernach, фр. Medernach, нім. Medernach) — комуна Люксембургу. Входить до складу кантону Дикірх в окрузі Дикірх.

## Географія
Площа території комуни становить 15,64 км² (76-е місце за цим показником серед 116 комун Люксембургу).
Висота найвищої точки комуни над рівнем моря складає 420 метрів (44-е місце за цим показником серед комун країни), найнижчої — 249 метрів (62-е місце).

## Демографія
Станом на 2011 рік на території комуни мешкало 1 242 ос.
Динаміка чисельності населення:

## Адміністративний поділ
До складу комуни входять такі поселення:
| Поселення  | Населення за даними переписів: | Населення за даними переписів: | Населення за даними переписів: |
| Поселення  | на 31.03.1981                  | на 01.03.1991                  | на 15.02.2001                  |
| ---------- | ------------------------------ | ------------------------------ | ------------------------------ |
| Фермес     | н/д                            | н/д                            | 64                             |
| Медернах   | н/д                            | 896                            | 882                            |
| Савельборн | н/д                            | 15                             | 21                             |